# When the looting starts, the shooting starts
"When the looting starts, the shooting starts", em português "Quando o saque começa, o tiroteio começa", é uma citação que Walter E. Headley, chefe da polícia de Miami, Flórida, disse em 1967 em resposta a um surto de crimes violentos na época do Natal. Ele acusou "jovens desonestos, de 15 a 21 anos", de "aproveitar a movimento dos direitos civis dos negros" que estava acontecendo nos Estados Unidos. Depois de ordenar que seus subordinados combatessem a violência com espingardas, ele declarou à imprensa que "não nos importamos de ser acusados de brutalidade policial".
A frase foi repetida pelo ex-governador do Alabama, George Wallace, durante a Campanha presidencial de George Wallace em 1968 [en] e pelo presidente Donald Trump em 2020, em resposta aos protestos relacionados à morte de George Floyd.